# The Girl in the Woods
The Girl in the Woods est une série télévisée américaine créée, co-écrite et co-produite par J. Casey Modderno et réalisée par Jacob Chase et Krysten Ritter. Elle est lancée le 21 octobre 2021 sur la plateforme Peacock.
Elle est inspirée des courts métrages de Crypt TV, The Door in the Woods (2018) et sa suite The Girl in the Woods (2020).

## Synopsis
Guerrière échappée d’une mystérieuse colonie qui protège le monde des monstres cachés derrière une porte secrète dans les bois, Carrie prend un nouveau départ dans la petite ville de West Pine, dans le nord-ouest du Pacifique. AD, son ancien mentor, est chargé de traquer la jeune femme et la ramener dans sa communauté pour qu'elle soit confrontée aux conséquences de sa désertion.

## Distribution
- Stefanie Scott : Carrie
- Misha Osherovich : Nolan
- Sofia Bryant : Tasha
- Reed Diamond : Hosea
- Will Yun Lee : Arthur Deane
- Kylie Liya Page : Sara
- Leonard Roberts : Alex
- LMeg McLynn : Victoria Frisk
- LTim True : Gordon Frisk
- LTeddy Van Ee : Rhys
- LMark Steger : l'hypnotiseur
- Douglas Tait : la brute
- LMarina Mazepa : Écho

## Épisodes
1. La Gardienne (The Guardian)
2. La Porte dans les bois (The Door in the Woods)
3. L'Appât (The Lure)
4. La Faille (Cracks)
5. Une porte se ferme… (One Door Closes)
6. La Horde de Géhenna (Vast Gehenna)
7. L'Index contre l'ombre (Weapon Against the Shadow)
8. L'Ange de l'aube (Angel of the Dawn)